# 北澤憲昭
北澤 憲昭（きたざわ のりあき、1951年〈昭和26年〉5月8日 - ）は、日本の美術評論家、美術史家（近現代日本美術史専攻）で、女子美術大学名誉教授。武蔵野美術大学客員教授。美術評論家連盟会員。

## 来歴
東京都出身。1990年に『眼の神殿』で、第12回サントリー学芸賞受賞。

## 著作
- 『眼の神殿――「美術」受容史ノート』（美術出版社、1989年）
  - 『眼の神殿―「美術」受容史ノート』（ブリュッケ、2010年）、増補版
  - 『眼の神殿―「美術」受容史ノート』（ちくま学芸文庫、2020年）、再訂版
- 『岸田劉生と大正アヴァンギャルド』（岩波書店、1993年）
- 『境界の美術史――「美術」形成史ノート』（ブリュッケ、2000年／増補改訂・ちくま学芸文庫、2023年）
- 『アヴァンギャルド以後の工芸――「工芸的なるもの」をもとめて』（美学出版、2003年）
- 『「日本画」の転位』（ブリュッケ、2003年）
- 『美術のポリティクス――「工芸」の成り立ちを焦点として』（ゆまに書房、2013年）
- 『反覆する岡本太郎　あるいは「絵画のテロル」』（水声社、2013年）
- 『〈列島〉の絵画――「日本画」のレイト・スタイル』（ブリュッケ、2015年）
- 『逆光の明治――高橋由一のリアリズムをめぐるノート』（ブリュッケ、2019年）

## 共編著
- 『人の「かたち」人の「からだ」――東アジア美術の視座』（平凡社、1994年）
- 『岸田劉生 内なる美――在るということの神秘』（二玄社、1997年）
- 『語る現在、語られる過去――日本美術史学の100年』（平凡社、1999年）
- 『美術のゆくえ、美術史の現在――日本・近代・美術』（平凡社、1999年）
- 『兆民をひらく――明治近代の〈夢〉を求めて』（光芒社、2001年）
- 『「日本画」――内と外のあいだで』（ブリュッケ、2004年）
- 『講座 日本美術史 第6巻「美術を支えるもの」』（東京大学出版会、2005年）
- 『フィールド・キャラバン計画へ――白川昌生 2000-2007』（水声社、2007年）
- 『美術批評と戦後美術』（ブリュッケ、2007年）
- 『美術史の余白に――工芸・アルス・現代美術』（美学出版、2008年）
- 『日本の表現主義』（東京美術、2009年）
- 『近代美術の名作150』(美術出版社、2013年）
- 『ラッセンとは何だったのか？――消費とアートを越えた「先」』（フィルムアート社、2013年）
- 『美術の日本近現代史――制度 言説 造型』（東京美術、2014年）
- 『日本美術全集 第17巻「前衛とモダン」』（小学館、2014年）
- 『「美術」概念の再構築[アップデイト]――「分類の時代」の終わりに』（ブリュッケ、2017年）
- 『日本画の所在　東アジアの視点から』（勉誠出版、2020年）。古田亮共編